# 모닝와이드의 진행자 목록
이 문서는 《모닝와이드》의 진행자 목록이다.

## 뉴스 (1, 2부)

### 평일

#### 남성
| 대수 | 진행자                     | 진행 기간                          | 비고          |
| ---- | -------------------------- | ---------------------------------- | ------------- |
| 1대  | 이창섭 前 기자             | 1991년 12월 9일 ~ 1997년 2월 28일  |               |
| 2대  | 정성근 前 논설위원         | 1997년 3월 3일 ~ 1997년 6월 27일   | [ 1 ]         |
| 3대  | 김성호 前 기자             | 1997년 6월 30일 ~ 1998년 2월 27일  |               |
| 4대  | 박상규 前 편집부 차장      | 1998년 3월 2일 ~ 1999년 5월 28일   |               |
| 5대  | 정성근 前 논설위원         | 1999년 5월 31일 ~ 2000년 4월 14일  | [ 2 ]         |
| 6대  | 박상규 前 편집부 차장      | 2000년 4월 17일 ~ 2001년 2월 2일   | [ 3 ]         |
| 7대  | 이정은 기자                | 2001년 2월 5일 ~ 2002년 3월 30일   |               |
| 8대  | 김성준 前 논설위원         | 2002년 4월 1일 ~ 2004년 2월 27일   |               |
| 9대  | 신동욱 前 국제부장         | 2004년 3월 1일 ~ 2004년 10월 8일   | [ 5 ]         |
| 10대 | 홍지만 前 기자             | 2004년 10월 11일 ~ 2008년 1월 11일 | [ 6 ]         |
| 11대 | 김석재 부국장급 선임기자   | 2008년 1월 14일 ~ 2009년 4월 24일  | [ 8 ]         |
| 12대 | 김성준 前 논설위원         | 2009년 4월 27일 ~ 2011년 3월 18일  | [ 9 ] [ 10 ]  |
| 13대 | 편상욱 보도본부 부국장     | 2011년 3월 21일 ~ 2011년 7월 15일  | [ 12 ]        |
| 14대 | 김용태 정치부 기자         | 2011년 7월 18일 ~ 2014년 7월 18일  |               |
| 15대 | 김현우 정치부 기자         | 2014년 7월 21일 ~ 2016년 12월 16일 | [ 14 ]        |
| 16대 | 김범주 경제부 경제정책팀장 | 2016년 12월 19일 ~ 2018년 6월 29일 | [ 16 ]        |
| 17대 | 박현석 사회부 기자         | 2018년 7월 2일 ~ 2020년 12월 31일  | [ 17 ]        |
| 18대 | 최재영 사회부 기자         | 2021년 1월 1일 ~ 2023년 3월 31일   | [ 18 ] [ 19 ] |
| 19대 | 정윤식 정치부 기자         | 2023년 4월 3일 ~ 2024년 12월 27일  | [ 20 ] [ 21 ] |
| 20대 | 사공성근 기자              | 2024년 12월 30일 ~ 2025년 7월 18일 | [ 23 ]        |
| 21대 | 박찬근 기자                | 2025년 7월 21일 ~ 현재             |               |

#### 여성
| 대수 | 진행자                 | 진행 기간                           | 비고          |
| ---- | ---------------------- | ----------------------------------- | ------------- |
| 1대  | 윤지영 前 아나운서     | 2001년 4월 30일 ~ 2002년 3월 30일   |               |
| 2대  | 최영아 아나운서        | 2002년 4월 1일 ~ 2003년 5월 9일     | [ 25 ]        |
| 3대  | 윤소영 前 아나운서     | 2003년 5월 12일 ~ 2006년 3월 10일   | [ 26 ]        |
| 4대  | 김주희 前 아나운서     | 2006년 3월 13일 ~ 2006년 12월 1일   |               |
| 5대  | 이혜승 아나운서        | 2006년 12월 4일 ~ 2007년 10월 5일   |               |
| 6대  | 최혜림 아나운서        | 2007년 10월 8일 ~ 2011년 7월 15일   |               |
| 7대  | 이혜승 아나운서        | 2011년 7월 18일 ~ 2011년 10월 7일   | [ 30 ]        |
| 8대  | 이윤아 아나운서        | 2011년 10월 10일 ~ 2013년 12월 20일 |               |
| 9대  | 정미선 아나운서팀 차장 | 2013년 12월 23일 ~ 2014년 7월 9일   | [ 33 ]        |
| 10대 | 이윤아 아나운서        | 2014년 9월 1일 ~ 2016년 12월 16일   | [ 35 ] [ 36 ] |
| 11대 | 류이라 아나운서팀 차장 | 2016년 12월 19일 ~ 2018년 1월 12일  | [ 38 ] [ 39 ] |
| 12대 | 유혜영 아나운서        | 2018년 1월 15일 ~ 2018년 5월 23일   | [ 40 ] [ 41 ] |
| 13대 | 이병희 아나운서팀 차장 | 2018년 5월 24일 ~ 2019년 11월 1일   | [ 43 ]        |
| 14대 | 정미선 아나운서팀 차장 | 2019년 11월 4일 ~ 2023년 3월 31일   | [ 45 ]        |
| 15대 | 주시은 아나운서        | 2023년 4월 3일 ~ 2025년 7월 18일    | [ 47 ]        |
| 16대 | 김가현 아나운서        | 2025년 7월 21일 ~ 현재              |               |

### 토요일

#### 남성
| 대수 | 진행자                      | 진행 기간                          | 비고   |
| ---- | --------------------------- | ---------------------------------- | ------ |
| 1대  | 정성근 前 논설위원          | 1991년 12월 14일 ~ 1993년 2월 27일 |        |
| 2대  | 송경철 前 아나운서          | 1993년 3월 6일 ~ 1993년 10월 23일  |        |
| 3대  | 한종희 前 스포츠부 기자     | 1993년 10월 30일 ~ 1994년 4월 16일 |        |
| 4대  | 이형근 논설위원             | 1994년 4월 23일 ~ 1994년 7월 16일  |        |
| 5대  | 이재윤 前 아나운서          | 1994년 10월 29일 ~ 1994년 12월 4일 |        |
| 6대  | 한종희 前 스포츠부 기자     | 1994년 12월 10일 ~ 1997년 4월 6일  | [ 49 ] |
| 7대  | 김정일 前 아나운서팀 부장   | 1997년 4월 12일 ~ 1998년 3월 1일   |        |
| 8대  | 한종희 前 스포츠부 기자     | 1998년 3월 7일 ~ 1999년 5월 29일   | [ 50 ] |
| 9대  | 신우선 前 기자              | 1999년 6월 5일 ~ 2000년 4월 16일   |        |
| 10대 | 편상욱 국제부장             | 2000년 4월 22일 ~ 2001년 4월 15일  |        |
| 11대 | 신동욱 前 국제부장          | 2001년 4월 21일 ~ 2001년 12월 30일 |        |
| 12대 | 양만희 논설위원             | 2002년 11월 9일 ~ 2004년 7월 18일  |        |
| 13대 | 배기완 前 아나운서          | 2004년 7월 24일 ~ 2004년 8월 1일   |        |
| 14대 | 신용철 前 아나운서팀 부국장 | 2004년 8월 7일 ~ 2006년 4월 8일    | [ 53 ] |
| 15대 | 박광범 아나운서팀 부장      | 2006년 4월 15일 ~ 2006년 5월 20일  |        |
| 16대 | 최기환 前 아나운서          | 2006년 12월 2일 ~ 2007년 6월 16일  |        |
| 17대 | 염용석 아나운서팀 부장      | 2007년 6월 23일 ~ 2008년 11월 29일 |        |
| 18대 | 정석문 아나운서             | 2008년 12월 6일 ~ 2011년 3월 19일  |        |
| 19대 | 김현우 정치부 기자          | 2012년 1월 7일 ~ 2014년 7월 19일   |        |
| 20대 | 김주우 아나운서팀 차장      | 2014년 7월 26일 ~ 2014년 12월 20일 | [ 57 ] |
| 21대 | 최재영 사회부 기자          | 2015년 1월 3일 ~ 2018년 6월 30일   |        |
| 22대 | 박세용 탐사보도부 기자      | 2018년 7월 7일 ~ 2019년 11월 30일  | [ 58 ] |
| 23대 | 장민성 사회부 기자          | 2019년 12월 7일 ~ 2020년 4월 18일  |        |
| 24대 | 고정현 사회부 기자          | 2020년 4월 25일 ~ 2020년 10월 24일 |        |
| 25대 | 박찬근 경제부 기자          | 2020년 10월 31일 ~ 2021년 5월 1일  |        |
| 26대 | 민경호 정치부 기자          | 2021년 5월 8일 ~ 2022년 6월 18일   |        |
| 27대 | 정윤식 정치부 기자          | 2022년 6월 25일 ~ 2023년 4월 1일   |        |
| 28대 | 김민준 사회부 기자          | 2023년 4월 8일 ~ 2023년 11월 25일  |        |
| 29대 | 신용식 사회부 기자          | 2023년 12월 2일 ~ 2024년 6월 29일  |        |
| 30대 | 사공성근 기자               | 2024년 7월 6일 ~ 2024년 12월 28일  |        |
| 31대 | 정준호 기자                 | 2025년 1월 4일 ~ 2025년 7월 19일   |        |
| 32대 | 정구희 기자                 | 2025년 7월 26일 ~ 현재             |        |

#### 여성
| 대수 | 진행자                 | 진행 기간                           | 비고   |
| ---- | ---------------------- | ----------------------------------- | ------ |
| 1대  | 이지현 前 기자         | 1994년 7월 23일 ~ 1994년 10월 23일  |        |
| 2대  | 윤소영 前 아나운서     | 2002년 11월 9일 ~ 2003년 5월 11일   |        |
| 3대  | 이현경 아나운서팀 부장 | 2003년 5월 17일 ~ 2004년 2월 29일   |        |
| 4대  | 이혜승 아나운서        | 2004년 3월 6일 ~ 2004년 7월 18일    |        |
| 5대  | 최영주 아나운서        | 2006년 5월 27일 ~ 2009년 10월 24일  | [ 61 ] |
| 6대  | 류이라 아나운서팀 차장 | 2009년 10월 31일 ~ 2010년 4월 10일  |        |
| 7대  | 윤현진 아나운서        | 2010년 4월 17일 ~ 2011년 3월 19일   |        |
| 8대  | 이윤아 아나운서        | 2011년 10월 15일 ~ 2011년 12월 31일 |        |
| 9대  | 유혜영 아나운서        | 2012년 1월 7일 ~ 2013년 4월 6일     |        |
| 10대 | 김민지 前 아나운서     | 2013년 4월 13일 ~ 2014년 3월 1일    |        |
| 11대 | 장예원 前 아나운서     | 2014년 3월 8일 ~ 2014년 12월 27일   |        |
| 12대 | 김선재 아나운서        | 2016년 12월 24일 ~ 2018년 1월 13일  | [ 64 ] |
| 13대 | 이세영 前 사회부 기자  | 2018년 1월 20일 ~ 2019년 11월 30일  |        |
| 14대 | 제희원 경제부 기자     | 2019년 12월 7일 ~ 2020년 6월 27일   |        |
| 15대 | 이현영 사회부 기자     | 2020년 7월 4일 ~ 2021년 1월 2일     |        |
| 16대 | 정다은 기자            | 2021년 1월 9일 ~ 2021년 7월 3일     |        |
| 17대 | 김민정 기자            | 2021년 7월 10일 ~ 2022년 2월 5일    |        |
| 18대 | 정다은 기자            | 2022년 2월 12일 ~ 2022년 7월 9일    | [ 66 ] |
| 19대 | 신정은 국제부 기자     | 2022년 7월 16일 ~ 2023년 11월 25일  |        |
| 20대 | 전연남 사회부 기자     | 2023년 12월 2일 ~ 2024년 7월 6일    |        |
| 21대 | 박서경 기자            | 2024년 7월 13일 ~ 2025년 4월 19일   |        |
| 22대 | 김보미 기자            | 2025년 4월 26일 ~ 현재              |        |

### 일요일

#### 남성
| 대수 | 진행자                    | 진행 기간                    |
| ---- | ------------------------- | ---------------------------- |
| 1대  | 손범규 前 아나운서팀 부장 | 1991년 12월 15일 ~ 일자 미상 |

#### 여성
| 대수 | 진행자                 | 진행 기간                           |
| ---- | ---------------------- | ----------------------------------- |
| 1대  | 이현경 아나운서팀 부장 | 1991년 12월 15일 ~ 2002년 10월 20일 |
| 2대  | 윤소영 前 아나운서     | 2002년 10월 27일 ~ 일자 미상        |

## 교양 (3부)

### 평일

#### 남성
| 대수 | 진행자                      | 진행 기간                          | 비고   |
| ---- | --------------------------- | ---------------------------------- | ------ |
| 1대  | 신완수 前 프로듀서          | 1991년 12월 9일 ~ 1993년 1월 1일   |        |
| 2대  | 이계진 前 아나운서          | 1993년 1월 4일 ~ 1993년 12월 31일  |        |
| 3대  | 최선규 前 아나운서          | 1994년 1월 3일 ~ 1994년 10월 21일  |        |
| 4대  | 신용철 前 아나운서팀 부국장 | 1994년 10월 24일 ~ 1998년 2월 27일 |        |
| 5대  | 김형민 前 보도제작국장      | 1998년 3월 2일 ~ 1998년 10월 16일  |        |
| 6대  | 이창섭 前 기자              | 1998년 10월 19일 ~ 1999년 5월 28일 | [ 69 ] |
| 7대  | 최희준 前 기자              | 1999년 5월 31일 ~ 2001년 2월 2일   |        |
| 8대  | 박상규 前 편집부 차장       | 2001년 2월 5일 ~ 2004년 1월 30일   | [ 70 ] |
| 9대  | 홍지만 前 기자              | 2004년 2월 2일 ~ 2004년 10월 8일   |        |
| 10대 | 최기환 前 아나운서          | 2014년 7월 21일 ~ 2015년 1월 2일   | [ 71 ] |

#### 여성
| 대수 | 진행자                 | 진행 기간                          | 비고   |
| ---- | ---------------------- | ---------------------------------- | ------ |
| 1대  | 김운희 前 아나운서     | 1991년 12월 9일 ~ 1992년 8월 7일   |        |
| 2대  | 故 이종은 前 변호사    | 1992년 8월 10일 ~ 1993년 12월 31일 |        |
| 3대  | 배우 이영애            | 1994년 1월 3일 ~ 1994년 10월 21일  |        |
| 4대  | 방송인 박정숙          | 1994년 10월 24일 ~ 1997년 6월 27일 |        |
| 5대  | 한성주 前 아나운서     | 1997년 6월 30일 ~ 1998년 2월 27일  | [ 72 ] |
| 6대  | 최영아 아나운서        | 1998년 3월 2일 ~ 2000년 4월 14일   |        |
| 7대  | 김소원 아나운서팀 부장 | 2000년 4월 17일 ~ 2001년 2월 2일   |        |
| 8대  | 이병희 아나운서팀 차장 | 2001년 2월 5일 ~ 2002년 11월 1일   |        |
| 9대  | 박은경 아나운서팀 차장 | 2002년 11월 4일 ~ 2004년 10월 8일  |        |
| 10대 | 류이라 아나운서팀 차장 | 2014년 7월 21일 ~ 2015년 1월 2일   |        |

### 토요일

#### 남성
| 대수 | 진행자                            | 진행 기간                           | 비고   |
| ---- | --------------------------------- | ----------------------------------- | ------ |
| 1대  | 故 민창기 前 아나운서 개그맨 강석 | 1991년 12월 14일 ~ 1998년 10월 18일 |        |
| 2대  | 손석기 前 아나운서팀 부국장       | 1998년 10월 24일 ~ 2002년 10월 27일 |        |
| 3대  | 박상도 아나운서팀장               | 2002년 11월 2일 ~ 2004년 2월 28일   |        |
| 4대  | 손범규 前 아나운서팀 부장         | 2004년 3월 6일 ~ 2007년 6월 16일    |        |
| 5대  | 최기환 前 아나운서                | 2007년 6월 23일 ~ 2011년 3월 19일   | [ 78 ] |
| 6대  | 박상도 아나운서팀장               | 2014년 7월 26일 ~ 2015년 1월 3일    | [ 80 ] |

#### 여성
| 대수 | 진행자                 | 진행 기간                           | 비고   |
| ---- | ---------------------- | ----------------------------------- | ------ |
| 1대  | 배우 오아랑            | 1991년 12월 14일 ~ 1992년 12월 26일 |        |
| 2대  | 방송인 이영현          | 1993년 1월 2일 ~ 1993년 12월 25일   |        |
| 3대  | 방송인 박정숙          | 1994년 1월 1일 ~ 1994년 10월 23일   |        |
| 4대  | 한성주 前 아나운서     | 1994년 10월 29일 ~ 1995년 1월 1일   |        |
| 5대  | 배우 황수정            | 1995년 1월 7일 ~ 1995년 7월 30일    |        |
| 6대  | 배우 임상아            | 1995년 8월 5일 ~ 1996년 1월 14일    |        |
| 7대  | 최영주 아나운서        | 1996년 1월 20일 ~ 1999년 5월 30일   |        |
| 8대  | 김소원 아나운서팀 부장 | 1999년 6월 5일 ~ 2000년 12월 31일   |        |
| 9대  | 최영주 아나운서        | 2001년 1월 6일 ~ 2002년 10월 27일   | [ 81 ] |
| 10대 | 이병희 아나운서팀 차장 | 2002년 11월 2일 ~ 2004년 2월 28일   | [ 83 ] |
| 11대 | 김지연 前 아나운서     | 2004년 3월 6일 ~ 2007년 6월 16일    |        |
| 12대 | 박은경 아나운서팀 차장 | 2007년 6월 23일 ~ 2011년 3월 19일   |        |
| 13대 | 박은경 아나운서팀 차장 | 2014년 7월 26일 ~ 2015년 1월 3일    | [ 85 ] |

### 일요일

#### 남성
| 대수 | 진행자                      | 진행 기간                          | 비고 |
| ---- | --------------------------- | ---------------------------------- | ---- |
| 1대  | 손석기 前 아나운서팀 부국장 | 1991년 12월 15일 ~ 2017년 2월 5일  |      |
| 1대  | 방송인 조영구               | 1991년 12월 15일 ~ 2001년 2월 11일 |      |
| 2대  | 박찬민 前 아나운서팀 차장   | 2001년 2월 17일 ~ 2017년 2월 5일   |      |

#### 여성
| 대수 | 진행자          | 진행 기간                          | 비고 |
| ---- | --------------- | ---------------------------------- | ---- |
| 1대  | 최영주 아나운서 | 1991년 12월 15일 ~ 1999년 5월 30일 |      |
| 2대  | 정지영 아나운서 | 1999년 6월 6일 ~ 2000년 12월 31일  |      |
| 3대  | 최영주 아나운서 | 2001년 1월 7일 ~ 2017년 2월 5일    |      |

## 3부

### 평일

#### 남성
| 대수 | 진행자                       | 진행 기간                           | 비고          |
| ---- | ---------------------------- | ----------------------------------- | ------------- |
| 1대  | 유정현 前 아나운서           | 1998년 3월 2일 ~ 2000년 12월 29일   |               |
| 2대  | 신용철 前 아나운서팀 부국장  | 2001년 1월 1일 ~ 2002년 11월 1일    |               |
| 3대  | 故 김태욱 前 아나운서팀 국장 | 2002년 11월 4일 ~ 2004년 2월 27일   |               |
| 4대  | 박상도 아나운서팀장          | 2004년 3월 1일 ~ 2007년 6월 15일    | [ 87 ]        |
| 5대  | 손범규 前 아나운서팀 부장    | 2007년 6월 18일 ~ 2011년 3월 18일   | [ 88 ]        |
| 6대  | 최기환 前 아나운서           | 2011년 3월 21일 ~ 2014년 7월 18일   | [ 89 ] [ 90 ] |
| 7대  | 최기환 前 아나운서           | 2014년 10월 13일 ~ 2016년 12월 16일 | [ 91 ]        |
| 8대  | 조정식 前 아나운서           | 2016년 12월 19일 ~ 2019년 11월 1일  |               |
| 9대  | 김주우 아나운서팀 차장       | 2019년 11월 4일 ~ 현재              | [ 93 ]        |

#### 여성
| 대수 | 진행자                 | 진행 기간                           | 비고          |
| ---- | ---------------------- | ----------------------------------- | ------------- |
| 1대  | 통역사 배유정          | 1998년 3월 2일 ~ 2000년 12월 29일   |               |
| 2대  | 윤지영 前 아나운서     | 2001년 1월 1일 ~ 2002년 11월 1일    |               |
| 3대  | 이혜승 아나운서        | 2002년 11월 4일 ~ 2004년 2월 27일   |               |
| 4대  | 이병희 아나운서팀 차장 | 2004년 3월 1일 ~ 2007년 6월 15일    | [ 95 ]        |
| 5대  | 정미선 아나운서팀 차장 | 2007년 6월 18일 ~ 2011년 3월 18일   |               |
| 6대  | 류이라 아나운서팀 차장 | 2011년 3월 21일 ~ 2014년 7월 18일   |               |
| 7대  | 류이라 아나운서팀 차장 | 2014년 10월 13일 ~ 2016년 12월 16일 | [ 97 ]        |
| 8대  | 이혜승 아나운서        | 2016년 12월 19일 ~ 2025년 6월 27일  | [ 98 ] [ 99 ] |
| 9대  | 최혜림 아나운서        | 2025년 6월 30일 ~ 현재              |               |

### 토요일

#### 남성
| 대수 | 진행자                    | 진행 기간                         | 비고 |
| ---- | ------------------------- | --------------------------------- | ---- |
| 1대  | 박상도 아나운서팀장       | 2002년 11월 2일 ~ 2004년 2월 28일 |      |
| 2대  | 손범규 前 아나운서팀 부장 | 2004년 3월 6일 ~ 2007년 6월 16일  |      |
| 3대  | 최기환 前 아나운서        | 2007년 6월 23일 ~ 2011년 3월 19일 |      |
| 4대  | 박상도 아나운서팀장       | 2011년 3월 26일 ~ 2015년 12월 5일 |      |

#### 여성
| 대수 | 진행자                 | 진행 기간                         | 비고 |
| ---- | ---------------------- | --------------------------------- | ---- |
| 1대  | 이병희 아나운서팀 차장 | 2002년 11월 2일 ~ 2004년 2월 28일 |      |
| 2대  | 김지연 前 아나운서     | 2004년 3월 6일 ~ 2007년 6월 16일  |      |
| 3대  | 박은경 아나운서팀 차장 | 2007년 6월 23일 ~ 2015년 6월 27일 |      |
| 4대  | 최혜림 아나운서        | 2015년 7월 4일 ~ 2015년 12월 5일  |      |